# Мальцев, Орест Михайлович
Оре́ст Миха́йлович Ма́льцев (псевдоним Ровинский; 1906—1972) — русский советский писатель и публицист.

## Биография
Родился 23 февраля (8 марта) 1906 года в селе Скородное в семье дьякона. Детство и юность провёл в Курске. После окончания военно-пехотной школы в 1924—1928 годах служил в РККА. Участник ликвидации басмаческих банд. В 1928—1941 годах был корректором в издательстве «Молодая гвардия», работал в военной печати («Красная звезда», «На страже» и др.). В 1930—1933 годах учился в ВЛХИ имени В. Я. Брюсова. Участвовал в вступлении советских войск  в Западную Украину и Северную Буковину. Член ВКП(б) с 1944 года. В 1941—1945 годах работал в дивизионной газете. Переводил произведения узбекских, татарских и др. писателей.
Умер 26 мая 1972 года.

## Творчество
Литературной деятельностью занимался с 1928 года. Опубликовал рассказы «Битва при Гангуте», «Венгерские рассказы» (1946), «Курские очерки» (1947), повесть «Весенняя свежесть» (1961), романы «Горы тронулись» (1929; новая редакция «Гиссарский хребет», 1962), «Югославская трагедия» (1951), «Рассказы о писателях Азии и Африки» (1960), «Поход за Дунай» (1960), «Блики на море» (1967), «Неведомый колодезь» (1970), «Люди одного колхоза» (1972). Роман «Югославская трагедия», написанный на пике советско-югославского конфликта, изображал героическую борьбу югославских партизан явно в негативном свете, создавал о ней крайне искажённое впечатление. После смерти Сталина советско-югославские отношения улучшились, что повлияло на судьбу книги. Издательство «Советский писатель» (по согласованию с аппаратом ЦК КПСС) отказалось от нового издания книги «Югославская трагедия» (её выход был запланирован на 1953 год.

Писатель Григорий Свирский в своей книге «На лобном месте» утверждает, что Мальцев не был настоящим автором романа «Югославская трагедия»:
Орест Мальцев — фигура фиктивная до такой степени, что даже в справочнике Союза писателей о лауреатах Сталинских премий, в графе «за что получена Сталинская премия» — прочерк…
Хотя известна и его книга, и рыжеватый инвалид войны Володя Гурвич, сын одного из основателей американской компартии, которого по заведенной МВД схеме вначале выталкивали с работы, а затем выселяли вместе с матерью из Москвы как тунеядца…

Чтобы не умереть с голода, Володя Гурвич схватился за первую попавшуюся работу — писал заказанный Оресту Мальцеву роман «Югославская трагедия» — о «кровавой собаке Тито»… Когда с Тито помирились, роман изъяли из всех советских библиотек, и Орест Мальцев оказался писателем — лауреатом Сталинской премии без единого литературного труда…
Подтвердить или опровергнуть обоснованность подобных обвинений сейчас затруднительно, тем не менее очевидна ошибочность утверждения Свирского об отсутствии у Мальцева других литературных работ и об изъятии романа из библиотек.

## Награды и премии
- Сталинская премия второй степени (1952) — за роман «Югославская трагедия» (1951)
- медаль «За отвагу» (14.2.1944; был представлен к ордену Красной Звезды)
- медаль «За оборону Кавказа» (28.7.1945)